# Охота на бабочек
«Охота на бабочек» (фр. La chasse aux papillons) — художественный фильм, снятый режиссёром Отаром Иоселиани в 1992 году. Российская премьера картины, в притчевой форме рассказывающей о ломке традиции и угасании цивилизации, состоялась 3 июля 1993 года на XVIII Московском международном кинофестивале.
Фильм удостоен премии итальянской кинокритики имени Пазинетти (Венецианский кинофестиваль, 1992) и ряда других наград.

## Содержание
Действие происходит в небольшом городке на юге Франции. Среди местных достопримечательностей выделяется огромный за́мок, построенный в XVII веке и напоминающий музей. Здесь, в окружении картин и старинной мебели, живут немолодые дамы: хозяйка Мари-Агнес де Байонет, её кузина Соланж и гувернантка Валери.
Повседневная жизнь Мари-Агнес и её двоюродной сестры заполнена неприхотливыми заботами: они на велосипеде ездят на местный рынок, ловят рыбу в пруду, слушают патефон, играют по праздникам в духовом оркестре, участвуют в городских соревнованиях по гольфу.
С определённого момента замком начинают интересоваться представители японской корпорации, подыскивающие в этой провинции здание для проведения конференций. Обратившись к госпоже Соланж с вопросом о возможном приобретении дома, они узнают, что до смерти хозяйки Мари-Агнес дом не продаётся, а ждать её кончины бессмысленно: в их роду все живут очень долго.
Спустя некоторое время Мари-Агнес засыпает во время просмотра пожелтевших семейных архивов. Во сне она видит входящего в замок царского офицера: он поднимается по лестницам, входит в зал, останавливается возле её кресла и, оставив на блюдечке непотушеную папиросу, исчезает. Проснувшись, дама обнаруживает на столике тлеющий окурок, понимает, что это не мираж, и умирает.
Когда душеприказчик вскрывает её завещание, то выясняется, что дом, земли, картины, серебро и драгоценности передаются проживающей в России сестре Элен. Она прибывает из Москвы вместе с дочерью Ольгой, но обжиться в замке с привидениями не успевает. Представители японской корпорации сообщают, что, согласно контракту, дом после смерти хозяйки должен перейти к ним. Ольга немедленно подписывает все документы на продажу и бестрепетно наблюдает, как выносят на улицу старинные вещи.

## Отзывы и рецензии
Спектр мнений о фильме «Охота на бабочек» оказался достаточно обширным: рецензенты, с одной стороны, хвалили утончённый почерк режиссёра, с другой — недоумевали по поводу его сарказма, доходящего до мизантропии.
У меня на глазах происходит крушение цивилизации. Может быть, я просто подумал: Боже мой, скоро вообще исчезнет прекрасная порода людей, и помнить никто о ней не будет. Пустота останется. И надо показать, как достойно эти люди уходят из жизни.
В рецензии газеты «Коммерсантъ», напечатанной после премьеры на Московском кинофестивале, отмечалась, что атмосфера городка, снятого Иоселиани, — скорее грузинская, чем французская. Авторы отметили, что лучшими в «Охоте…» являются сцены повседневной жизни. Во второй половине фильма, когда на смену «эмоциональности и утонченной философичности» приходит сарказм, картина утрачивает своё изящество.
Кинокритик Сергей Кудрявцев обратил внимание на образ замка, в изображении которого ощущается ностальгия режиссёра «по поводу исчезающего эфемерного мира прошлой культуры», и напомнил, что сам Иоселиани на короткое время появляется в облике «летучего, как сигаретный дым», офицера, напоминающего фрагмент пожелтевших от времени фотографий.
Марина Дроздова, оценив импрессионистскую манеру Иоселиани, который «снимает не предметы, а их отражения друг в друге», увидела в ленте гармонию былых веков, безжалостно разрушаемую носителями «чужеродных вкраплений». С одной стороны, это Япония, представляющая собой «знак утопии», с другой — Россия.
Киновед Михаил Трофименков, сравнив Иоселиани с Шабролем, который смотрит на мир глазами ребёнка, хранящего «большое количество насекомых в стеклянной клетке», констатировал, что в «Охоте на бабочек» режиссёр наблюдает за поведением людей с некоторой брезгливостью. Досаду киноведа вызвало изображение русских — они в фильме «невоспитанны, нелепы, скандальны».
В ходе обсуждения фильма в редакции журнала «Сеанс» мнения киноведов также разошлись. Майя Туровская назвала «Охоту…» «восхитительным фильмом, построенной с архитектурной стройностью и лёгкостью воздушного замка». Александр Трошин вспомнил про «Вишнёвый сад», уточнив, что в ленте Иоселиани «японские топоры будут поосновательнее родных лопахинских». Андрей Шемякин усомнился в том, что фильм был поставлен Иоселиани, — настолько сильным выглядит в ленте разрушение прежнего мира режиссёра.
«Охота на бабочек» изысканна и проста одновременно. Она улавливает то, что неуловимо, — пластику сердечного бытия, воплощаемого в жесте, интонации, взгляде.Юрий Богомолов

## Создатели фильма
- Отар Иоселиани — режиссёр
- Отар Иоселиани — автор сценария
- Вильям Любчански — оператор
- Нико Зурабишвили — композитор
- Екатерина Попова-Эванс — звукорежиссёр
- Нугзар Тариелашвили, Нана Иоселиани — художники
- Мартина Мариньяк — продюсер

## В фильме снимались
| Актёр                               | Роль                                |
| ----------------------------------- | ----------------------------------- |
| Тамара Тарасашвили                  | Мари-Агнес де Байонет хозяйка замка |
| Нарда Бланше                        | Соланж кузина Мари-Агнес            |
| Пьеретт Помпом Байаш                | Валери гувернантка                  |
| Александр Черкасов                  | Анри сосед                          |
| Александра Либерман                 | Элен сестра Мари-Агнес              |
| Лилия Огиенко-Оливье                | Ольга дочь Элен                     |
| Эммануэль Де Шовиньи                | отец Андре                          |
| Александр Пятигорский               | махараджа                           |
| Отар Иоселиани (в титрах не указан) | офицер-призрак                      |

## Награды и фестивали
- Приз кинопрессы «За лучший зарубежный фильм года» (1992, Отар Иоселиани)
- Премия министерства культуры Италии «За качество в искусстве» (1992, Отар Иоселиани)
- Премия им. Серджо Амидеи «За лучший сценарий года» (1992, Отар Иоселиани)
- Премия Берлинской академии искусств «За лучшее произведение искусства года» (1992, Отар Иоселиани)
- Международный кинофестиваль в Венеции — премия итальянской кинокритики имени Ф. Пазинетти (1992, Отар Иоселиани)
- XVIII Международный кинофестиваль в Москве — премия фонда Андрея Тарковского (1993, Отар Иоселиани)
- Кинопремия «Ника» — номинация «Лучший игровой фильм» (1993)
- Премия Европейской киноакадемии 1993 (1993)